# Schulzentrum Südwest Nürnberg
Das Schulzentrum Südwest Nürnberg ist ein 1976 eröffneter Schulkomplex, der insgesamt ungefähr 2200 Schüler und rund 160 Lehrer beherbergt und sich im Nürnberger Stadtteil Röthenbach bei Schweinau befindet. Er beinhaltet sowohl das staatliche Sigmund-Schuckert-Gymnasium (SSG) als auch die ebenso staatliche Peter-Henlein-Realschule (PHR) und wurde zur Bewältigung der steigenden Schülerzahlen in den 1970er Jahren errichtet.

## Gebäude
Der vom Architekten Ferdinand Reubel entworfene Gebäudekomplex wurde von 1973 bis 1976 errichtet und kann dem Brutalismus zugeordnet werden, enthält aber auch Elemente der Postmoderne. Er teilt sich in zwei miteinander verbundene Bereiche, einen nördlichen, der das Gymnasium und einen südlichen etwas kleineren, der die Realschule beinhaltet. Südöstlich schließt sich eine separat stehende Mehrfachhalle sowie ein großes Sportgelände an.
Auf Grund von Baufälligkeit wurde 2012 seitens des Stadtrates beschlossen, das Schulzentrum abzureißen und durch einen Neubau zu ersetzen. Aus dem 2013 ausgerufenen Architekturwettbewerb mit Realisierung gingen zwei erste Preise der Büros Volker Staab beziehungsweise h4a hervor. Der Neubau soll auf über 20.000 Quadratmetern 85 Klassen aufnehmen können. Des Weiteren sollen sieben Turnhallenfelder entstehen und eine Dienststelle des Ministerialbeauftragten für die mittelfränkischen Realschulen eingerichtet werden.
Am 27. September 2021 erfolgte der Spatenstich für den Neubau, der im Jahr 2028 fertiggestellt sein soll und mit einer Investitionssumme von 191 Millionen Euro verbunden ist.

## Sigmund-Schuckert-Gymnasium

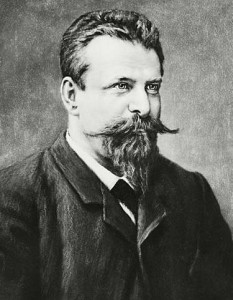
Namensgeber Johann Sigmund Schuckert

### Geschichte
Durch die in den 1960er und 1970er Jahren stark ansteigenden Schülerzahlen wurde 1970 das sogenannte Gymnasium Südwest als Zweigschule des Hans-Sachs-Gymnasiums eingerichtet. Als Unterrichtsräume dienten zunächst Räume der Volksschule in der Herriedener Straße 25, ab Juni 1973 auch Räumlichkeiten des Erweiterungsbaus in der Herriedener Straße 29. Am 27. September wurde die Schule nach Sigmund Schuckert, einem Pionier der Industrialisierung Deutschlands in Sigmund-Schuckert-Gymnasium Nürnberg umbenannt, ehe man im September 1976 ein eigenes Schulgebäude im Schulkomplex Südwest beziehen konnte.

### Schulphilosophie
Das SSG versucht sich an einer eigens ausgearbeiteten Schulphilosophie zu orientieren, welche vorsieht, den Menschen in seiner ganzen Person ernst zu nehmen und ihn in der Verbindung von persönlicher und sozialer Anerkennung zu fördern, um ein Ideal von Bildung zu erreichen, welches Verstand, Gefühl, Kreativität, Sozialverhalten und Körpererfahrung verbindet. In einem Unterricht, der darauf abzielt, die Verbundenheit aller Fächer zu verdeutlichen, soll der Schüler zu einer Person heranreifen, die die Befähigung hat, Geschichte und Gegenwart zu verstehen und in eigener Verantwortung an gesellschaftlichen Prozessen teilnehmen zu können.

### Schulchor
Aus dem Auswahlchor des Schul-Kammerchors ging 2005 der Jazzchor mit Band Singin’ Off Beats hervor, Sieger des Deutschen Chorwettbewerbs 2010 der Kategorie „G2 Jazz-vokal et cetera – mit Begleitung“.

### Kooperationen

#### Bayerischer Rundfunk
Seit 2003 arbeitet der Grundkurs Radio mit dem Bayerischen Rundfunk in diversen Projekten zusammen.

#### Menschenrechtsbüro Nürnberg
Seit 2003 arbeitet das SSG mit dem Nürnberger Menschenrechtsbüro zusammen. Seither organisiert das SSG regelmäßig zusammen mit anderen Nürnberger Schulen Projekte rund um das Thema Menschenrechte.

#### Siemens
Seit 2004 ist das SSG „Siemens-Partnerschule“. Siemens verleiht diesen Titel Schulen, die sich durch besonderes Engagement auf dem Gebiet von Technik und Naturwissenschaft bemerkbar machen.

## Peter-Henlein-Realschule

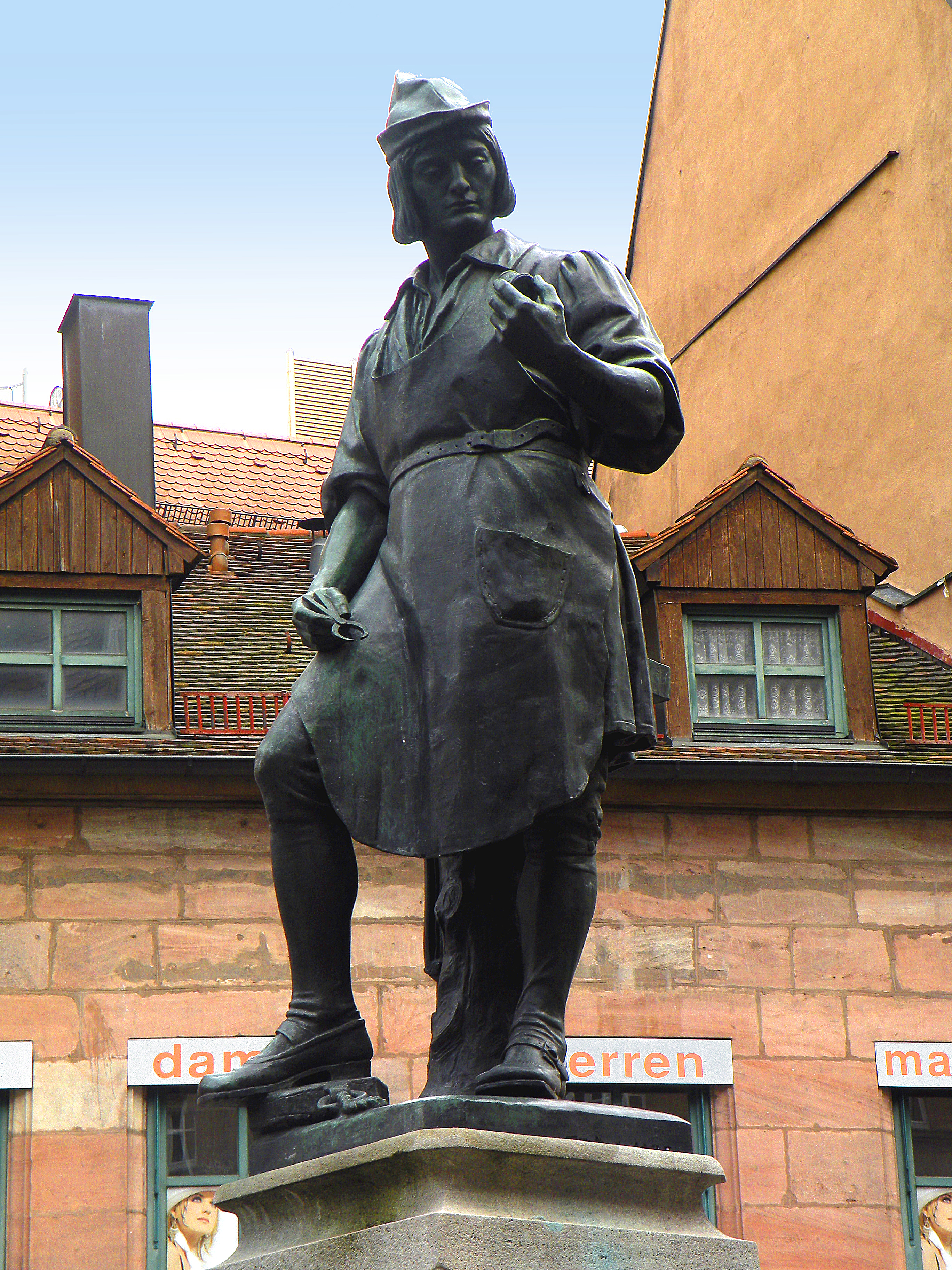
Statue des Namensgebers Peter Henlein in Nürnberg

### Geschichte
Am 1. August 1970 wurde unter der Bezeichnung Staatliche Realschule eine neue Realschule eingerichtet, die am 10. September 1970 zunächst in den Räumen des Schulgebäudes in der Herriedener Straße und ab 1973 auch im Erweiterungsbau Herriedener Straße 29 unterkam. Über ein Ausweichquartier im Eibenweg 23 1974, konnte die Schule am 11. Januar 1977 ebenfalls in den neu errichteten Schulkomplex Südwest einziehen. Am 25. Mai 1995 wurde die Schule nach dem Nürnberger Erfinder der Taschenuhr Peter Henlein benannt.

### Angebot
An der Peter-Henlein-Realschule werden ab der 7. Jahrgangsstufe die Ausbildungsrichtungen der Wahlpflichtfächergruppen I (Mathematik, Physik), II (Betriebswirtschaftslehre, Rechnungswesen), IIIa (Französisch) und IIIb (Kunst) angeboten. Die Schule ist außerdem Teil des Netzwerks Schule ohne Rassismus – Schule mit Courage.
Die Realschule beherbergt außerdem die Dienststelle des mittelfränkischen Ministerialbeauftragten für Realschulen und ist als Seminarschule für die Betreuung von Studienreferendaren zuständig.
1981 wurde der Förderverein und Freundeskreis der Peter-Henlein-Realschule gegründet.